# 太陽 (ラクライ)
太陽（たいよう）は、日本のWEBデザイナー、イラストレーター、音楽家、東京都渋谷区出身。

## 略歴
東京工業大学大学院(修士課程)修了後、ABEDON (UNICORN)に師事。penpenga(画家/アーティストマネジメントプロデューサー)と共にクリエイティブギルドMONKEYDASHを運営・所属。

## 受賞歴
平成17年度（第9回）文化庁メディア芸術祭のエンターテインメント部門・WEBにて審査委員会推薦作品選出。

## デザイナーとして[2]
WEBサイト制作、ロゴ、パンフレット、グッズ、ラッピングバスなど数多くのデザインを手掛ける。イラストレーターとしても多くの作品を制作している。自身のバンドラクライやメンバーの毛利泰士のバンド毛利泰士とザ・ベストの様々なデザインも手がけている。

### 主なWEBデザイン
- 奥芝商店 スマホ版
- 男前豆腐店公式サイト
- 蛙男商会公式サイト
- 秘密結社鷹の爪 THE MOVIE3 http://鷹の爪.jpは永遠に公式サイト
- 秘密結社鷹の爪
- 秘密結社鷹の爪 映画「ハイブリッド刑事」公式サイト
- よなよなの里 - ヤッホーブルーイングの地ビール
- 1010in.com（戦闘員どっと混む）〜ショッカー首領時計スペシャルサイト〜
- 桃太郎電鉄ポータルサイト
- グレートサミッツ 世界の名峰 - NHK
- 日本の名峰 - NHK
- SOUND+1 - NHK
- 響け！みんなの吹奏楽 - NHK
- 関口知宏のオンリーワン- NHK
- たけしアート☆ビート - NHK
- 阿部義晴公式サイト
- 日野美歌オフィシャルウェブサイト　桜かふぇ
- 茅ヶ崎市営水泳プール　はまぷー・とのぷー
- 鎌倉市こもれび山崎温水プール
- 寒川町営プール HAYASHIウォーターパークさむかわ
- 寒川町営テニスコート HAYASHIテニスパークさむかわ
- 成田空港　環境こみゅにてぃ
- クリエイティブ・コンパス　熊出没注意
- 松坂牛の長太屋
- 松阪牛肉亭長太屋
- 朝玄書道会
- ヘアメイクサクラ
- 株式会社スーパーナウエンジニアリング
- CLOUD HACCP
- 株式会社 長澤商事
- AUGUSTA FAMILY CLUB（サイトデザイン）
- TEARS OF SWAN
- 株式会社エムスタイル コネクション
- 株式会社エース事務機
- 合宿免許ワールド（サイトデザイン）
- 鴨島自動車学校（サイトデザイン）
- 映画「女子ーズ」サイト
- 映画「僕達急行」サイト
- 肝劇場 foiegras theater
- ホテル・エルファロ（女川）
- アニメ「NAKID WOLVES」サイト
- アニメ「かよえ！チュー学」サイト
- アニメ「Go!Go!家電男子」サイト
- ザ・ベイビースターズ
- 株式会社Team-MAX
- 株式会社オーレ・カンパニー　俺の台所
- 星野リゾート　アルツ磐梯　トメばあちゃんの里
- リボンとりで
- ほっかいもっかい
- 早稲田大学研究者データベース（サイトデザイン）
- ネイルサロン esNAIL
- エブリイ
- ラクライ公式WEBサイト

### キャラクターデザイン・イラスト
- スペースポートジャパン コンセプトムービー
- 宇宙×日テレコンセプトムービー 「FREEDOM～宇宙は自由だ～」
- 林水泳教室　キャラクター
- 林水泳教室ラッピングバス デザイン
- G5 SPORTS キャラクター

- カナダ林産業審議会 CanadaTSUGAキャラクター
- 毛利泰士とザ・ベスト モリザベスマン

### アニメーション制作
- カナダ林産業審議会 三匹の子ぶた～ツーバイフォーなら、だいじょうブー！～
- ３分でわかる 山一鋼管のここアリ！
- 二代目フレンチブルドッグのミルコ　ジングルムービー
- 松雪陽「ふっとうしようぜ！」MusicVideo

### 動画制作
- ホリデー車検 CM（デザイン・アニメーション・音楽制作）
- ユニコーン「D3P.UC」冒頭CG制作

### 紙媒体デザイン
- カナダ林産業審議会　2x4リーフレット
- カナダ林産業審議会　CanadaTSUGAパンフレット
- APAエンジニアードウッド協会　OSBに関するFAQ冊子
- 茅ヶ崎市営水泳プール　はまぷー・とのぷー　チケット
- 寒川町営プール HAYASHIウォーターパークさむかわ　チケット
- 三友通商株式会社パンフレット
- Ma’dress パンフレット

### CDジャケットデザイン
- REVIVE / RE-ARISE
- RE-ARISE II / RE-ARISE
- SKY RIDER / ラクライ
- BRAVE STAR / ラクライ
- E・R・O -Electric Rhodes Orchestra-
- THE SINGLE COLLECTION / 阿部義晴
- 44 Magnum / 阿部義晴
- RAIN / 阿部義晴
- キミノヲト　イマノオト / 相曽晴日

## 音楽家として
シンガーソングライターとして楽曲提供や楽曲制作を行う。バンド活動ではラクライでピアノヴォーカルとして活動。

### 主な音楽活動
- 毛利泰士、赤間慎と共に2005年「愛と勇気！」がキャッチコピーのピアノロックトリオラクライを結成。楽曲「MagicHand」がNHK BS1関口知宏のOnly1主題歌に採用（2010年1月パイロット版放送、2010年4月〜本放送）。
- 鈴木紗理奈に楽曲提供。代表作「ひかり」。
- 男前豆腐店のバンド「男前豆腐店バンド」結成。代表作「なんだかもう物凄く男前豆腐店」。
- 木内健、西園寺瞳、910、磯谷久美らとバンド・china-rocketsを結成（2008年7月-2010年1月まで）[4]。

### WEBやメディア上での音楽[5]
- 男前豆腐店公式ウェブ
- よなよなの里 | よなよなエール公式ウェブ
- トメばあちゃんの里ウェブ(星野リゾート)
- 山一鋼管ウェブ
- フレンチブルドッグのミルコウェブ/PV/CM『ミルコフンフフーン』

## エピソード
父は東京都交響楽団のコントラバス奏者、母はピアニスト、妹はバイオリニストの音楽一家で育つ。